# Jacek Krywult
Jacek Krywult (ur. 24 lipca 1941 w Stanisławowie, zm. 9 listopada 2023 w Bielsku-Białej) – polski inżynier, menedżer i samorządowiec, prezydent Bielska-Białej (1981–1982 i 2002–2018).

## Życiorys
Urodził się w Stanisławowie, w związku ze zmianą granic w 1945 i wysiedleniem Polaków z Kresów Wschodnich jego rodzina osiedliła się w Bielsku. Przyjął nazwisko ojczyma, którego matka poznała po wojnie w zakładach filcowych. Jego biologiczny ojciec Józef został wcielony do wojska, zaginął podczas wojny.
Ukończył Technikum Mechaniczno-Elektryczne w Bielsku-Białej, a następnie studia na Wydziale Elektrycznym Politechniki Śląskiej w Gliwicach. Od 1966 przez 35 lat pracował w Fabryce Aparatów Elektrycznych „Apena”, awansując na kolejne stanowiska: mistrza, kierownika oddziału i głównego specjalistę ds. planów i koordynacji, dyrektora (od stycznia 1982) i prezesa zarządu (po transformacji ustrojowej).
Od 1978 wykonywał mandat radnego miejskiej rady narodowej, której przewodniczącym został w grudniu 1980. Od kwietnia 1981 do stycznia 1982 sprawował urząd prezydenta miasta. Został wybrany jako kandydat bezpartyjny po rezygnacji Mariana Kałonia, do której doprowadził strajk generalny zorganizowany przez NSZZ „Solidarność” Regionu Podbeskidzie. Odwołano go z tej funkcji w stanie wojennym. W wyborach kontraktowych w 1989 bezskutecznie ubiegał się o mandat poselski; uzyskał 13,90% głosów, przegrywając z Grażyną Staniszewską.
Ponownie zaangażował się w działalność polityczną po kilkunastu latach. Został wybrany na stanowisko prezydenta miasta w II turze wyborów samorządowych w 2002, kandydując z ramienia własnego komitetu wyborczego wyborców z poparciem Platformy Obywatelskiej i pokonując rekomendowanego przez koalicję SLD-UP posła Antoniego Kobielusza (z wynikiem 66,12% głosów). W wyborach samorządowych 2006 został wybrany ponownie w I turze (otrzymał 68,69% głosów). Z powodzeniem ubiegał się o reelekcję w I turze wyborów w 2010 (75,71% głosów). Po raz piąty uzyskał wybór na stanowisko prezydenta Bielska-Białej w 2014, pokonując w II turze Janusza Okrzesika z komitetu Niezależni.BB (z wynikiem 59,88% głosów). W 2018 zrezygnował z ubiegania się o reelekcję, popierając kandydaturę Jarosława Klimaszewskiego z Koalicji Obywatelskiej. W wyborach w tymże roku uzyskał mandat radnego, z którego zrezygnował wiosną 2023. W latach 2018–2022 był wiceprzewodniczącym rady miejskiej.
Zasiadał we władzach Krajowej Izby Gospodarczej oraz Regionalnej Izby Handlu i Przemysłu. Pełnił funkcję wiceprezydenta Fundacji na rzecz Bezpieczeństwa Ruchu Drogowego.
Miał brata Zygmunta. Był żonaty z Krystyną (zm. w 2018), miał syna Wojciecha. Został pochowany na cmentarzu katolickim przy ulicy Grunwaldzkiej.

## Odznaczenia
Otrzymał Krzyż Komandorski Orderu Odrodzenia Polski (1998) oraz Srebrną Odznakę „Zasłużony dla Ochrony Przeciwpożarowej” (2009).